# 소현규
소현규(So Hyun Gyu, 1980년 10월 18일 ~ )는 대한민국의 인공지능(AI) 및 챗GPT 전문 강사이다.

## 경력
現) AI메타버스연구원 공식블로그
前) 뉴욕시 초청 연사
前) TED 연사

## 강연
2025년 하남시 인공지능(AI) 인식제고 특별강연
2024년 경인방송 [꿈꾸는클래스] ChatGPT와 우리의 미래 특별강연
2024년 삼성화재 ChatGPT 기술 소개 및 비즈니스 활용 사례 특별강연
2024년 경남ICT협회 이제는 AI시대 특별강연
2024년 무안군 챗GPT의 이해와 활용 특별강연
2024년 서울 강서구 생성형 인공지능 챗GPT 역량 강화 특별강연
2024년 대전교육연수원 행정실장 역량강화 교육 챗GPT 이해 및 활용법 특별강연
2024년 명지대학교 챗GPT 활용 면접준비 및 공부법 특별강연
2023년 달서구 중장년 기술창업센터 챗GPT를 활용한 창업전략 특별강연
2023년 성균관대학교 챗GPT업무활용 특별강연
2023년 한국수력원자력 챗GPT 특별강연
2023년 숭실대학교 숭실 GPT 세미나 글로벌 스타트업 트렌드 : 챗GPT 특별강연
2023년 청도도서관 미래교육 학부모 아카데미 챗GPT 활용하기 아이와 부모를 위한 행복 특별강연
2022년 경기도청 메타버스 활용 특별강연
2022년 TED 메타버스 강연
2022년 카이스트 메타버스 특강 강연
2022년 서울대학교 VR(가상현실)/AR(증강현실)기술 특별강연

## 수상경력
* 2025년 브랜드 대상 AI 챗GPT 교육 부문
* 2023년 과학기술정보통신부장관 표창
* 2023년 대한민국 명강사 공로상
* 2022년 TEDx 강연자 감사상

## 저서
AI와 일자리 혁명 : 사라지는 직업, 떠오르는 기회
챗GPT, 생성형AI가 바꿀 미래
AI CHATGPT 2024 트렌드
챗GPT
메타버스 레볼루션